# Ensemble Studios Online
Ensemble Studios Online (ESO) is het online gamingnetwerk van Microsoft.
Het ontstond toen het spel Age of Mythology uitkwam en was bedoeld om gamers in een niet-browsergerelateerde omgeving met elkaar te laten gamen en elkaar uit te dagen. Met de komst van het spel Age of Empires III is er nu ook een ESO 2.